# Orvieto
Orvieto és una ciutat d'Itàlia amb uns 21.000 habitants situada a la regió d'Úmbria, província de Terni, formada pels següents nuclis (fraccions): Bagni di Orvieto, Bardano, Baschi Scalo, Benano, Biagio, Botto di Orvieto, Canale di Orvieto, Canonica, Capretta, Ciconia, Colonnetta di Prodo, Corbara, Fossatello, Morrano, Orvieto Scalo, Osteria Nuova, Padella, Prodo, Rocca Ripesena, San Faustino, Sferracavallo, Stazione di Castiglione, Sugano, Titignano, Tordimonte, i Torre San Severo. El municipi té 281 km² i està a 325 metres d'altura. El seu patró és sant Josep.

## Història
La Cultura de Villanova, que sembla un antecedent de la cultura etrusca, estava estesa per Orvieto. La cultura deu el seu nom al poble de Vilanova di Castenaso, que fou on Gozzadini va descobrir el 1850 un centenar de tombes. Orvieto fou una ciutat dels etruscs anomenada a l'alta edat mitjana Urbs Vetus (també Urvetere, Urbevetus i Orbevetus). Era propera de Volsinii (Bolsena) i fins i tot alguns pensen que era la mateixa Volsinii, no localitzada, ja que se sap que els habitants de Volsinii foren traslladats a un nou emplaçament sota els romans i és possible que la vella ciutat agafés el nom de "ciutat vella" (Urbs Vetus). També se l'identifica amb Salpinum i amb Herbanum.
La ciutat no és esmentada durant l'època romana i no apareix fins al domini dels ostrogots; fou arrabassada a aquestos pel general romà d'Orient Belisari; després va passar als llombards (596) amb els quals va tenir bisbe (597) i comte (606), i als francs que la van cedir a l'església (774). Seguint la tendència general, la comuna va mirar de bestraure's del domini feudal del bisbe i ho va aconseguir al segle xi tot i que no hi ha constància escrita fins al 1137 quan la comuna va haver de signar un tractat amb el Para que augmentava l'autoritat d'aquest i convertia la ciutat en una plaça forta dels güelfs.
Pietro de Parenzi, güelf i membre d'una família romana noble fou elegit podestà el febrer de 1199 però fou assassinat pels gibel·lins el 21 de maig de 1199; la persecució contra els gibel·lins va obligar a aquestos a refugiar-se a Viterbo. Al segle xiii es va crear el Consiglio Generale dei Quattrocento (1215), i el 1250 es va elegir el primer Capitano del Popolo. En aquest temps es van construir les esglésies de San Lorenzo degli Arari, de San Francesco, de San Domenico, de Santa Maria dei Servi, i el complex monumental de Sant Agostino, així com el Palazzo Comunale, el Palazzo del Popolo i el Palazzo Papale.
El 1252 els güelfs d'Orvieto dirigits pel capità Monaldo Monaldeschi van defensar victoriosament Montalcino contra els gibel·lins de Siena, Arezzo i Pisa. El 1256 es va formar un govern d'ancians dels oficis amb un prior. El 1281, sota la protecció de Carles d'Anjou, el Papa Martí IV es va establir a la ciutat, la qual va omplir de francesos. Va romandre a la ciutat fins al 1284 quan el poble es va revoltar contra els francesos que foren expulsats i van pujar al poder la família gibel·lina dels Filipeschi. El 1290 es va iniciar la construcció de Il Duomo. El 1292 va culminar el procés organitzatiu amb la creació de la figura del signore sette. En aquest temps la jurisdicció de la comuna s'havia estes cap al Monte Amiata fins a Orbetello.
Els Filipeschi foren derrotats i expulsats l'agost del 1313, i les cases i palaus dels gibel·lins foren demolides. També hi va haver lluites religioses entre les famílies Malcorini (filoimperials) i Muffati o Beffati (papistes). El 1334 Ermanno Monaldeschi della Cervara fou el primer senyor, i va dominar fins al 1337. Els Monaldeschi van exercir la senyoria fins al 1354 quan el Cardenal Albornoz va ocupar Orvieto i la va sotmetre als dominis de l'Església. Després va estar sotmesa a diverses senyories (Rinaldo Orsini, Biordo Michelotti, Giovanni Tomacelli i Braccio Fortebraccio) fins als 1450 quan va tornar a domini de l'església de la qual ja no es va separar fins al 1860 exclòs el període napoleònic. Des del 1830 fou delegació apostòlica dels Estats Pontificis i el 1860 va quedar integrada al Regne d'Itàlia.

## Principals monuments i restes antigues
- Temple de Belvedere
- Necropoli del Crocefisso del Tufo
- Tomba Golini
- Tomba de Hescanas
- Necropoli de Cannicella

## Esglésies medievals
- Església de Santa Maria del Carmine i Convent
- Església i Convento de Sant'Agostino
- Església de Sant'Andrea e Bartolomeo
- Església i Convent de San Francesco
- Església de Santo Stefano
- Església de San Martino
- Església de San Giovanni
- Església i Convent de San Lodovico
- Església de San Bernardo
- Església i Convent de San Domenico
- Església de Santa Lucia dei Canonici
- Església de Sant'Angelo
- Església de Santa Maria dei Servi i Convent
- Església de San Giovenale
- Església de San Giovannino di Piazza
- Església de Sant'Agnese
- Església de San Lorenzo de' Arari
- Església de San Leonardo
- Església de San Giacomo all'Ospedale
- Església de San Paolo e Convento

## Palaus medievals
- Palazzo Medici
- Palazzo dei Sette i Torre del Moro
- Complex del Palazzi Papali
- Palazzo Comunale
- Palazzo del Popolo
- Rocca Albornoz
- Porta d'Orvieto

## Monuments relacionats amb el Duomo (Catedral d'Orvieto)
- Il miracolo di Bolsena
- La Piazza del Duomo
- La fabbrica del Duomo
- La facciata
- Els mosaics
- Els baixos relleus
- La Capella del Sagrat Cos
- La Capella Nova o de San Brizio
- Font Baptismal
- L'orgue del Duomo
- La Pietà d'Ippolito Scalza
- La porta

## Esglésies del Renaixement
- Madonna del Velo
- Sant'Agostino (amb convent)
- Madonna del Pianto
- Santa Maria del Carmine (amb Convent)
- Santi Apostoli
- Sants Josep i Jaume dels Scalzi
- San Bernardo
- Convent de San Domenico i església
- Sant'Antonio
- Madonna del Campione
- San Paolo (amb Convent)
- Chiesa della Madonna della Fonte
- Sant'Eligio (Madonna della Cava)
- Oratori de San Giovanni dei Disciplinati
- Oratori de la Misericordia
- Gesù
- Sant'Anna (amb ospici)
- Annunziata
- Santa Lucia dei Canonici
- Sant'Angelo
- Santa Maria dei Servi e Convento
- San Giovenale
- San Giovanni
- San Lodovico (amb convent)
- Sant'Andrea e Bartolomeo
- Santa Chiara (Confraternitat)
- San Rocco
- Convent de San Francesco
- San Giuseppe (Confraternitat)
- San Giacomo all'Ospedale
- San Bernardino
- Església de la Compagnia di San Martino

## Palaus del Renaixement
- Palazzo Polidori
- Palazzo Ottaviani (Albergo Belle Arti)
- Palazzo Missini
- Palazzo Simoncelli
- Palazzo Clementini
- Palazzo Febei
- Palazzo Alberi
- Palazzo Pandolfi
- Palazzo Carvajal-Simoncelli
- Palazzo Marabottini
- Palazzo Comunale
- Palazzo Saracinelli
- Palazzo Monaldeschi
- Palazzo Gualterio
- Palazzo Petrucci
- Palazzo Cartari
- Palazzo Guidoni
- Palazzo Crispo-Marsciano
- Palazzetto Mancini
- Palazzo Aviamonzi - Alberici
- Palazzo Faustini
- Palazzo Mazzocchi
- Palazzo Benincasa
- Palazzo Aureli-Missini
- Palazzo Mangrossi
- Palazzo Buzi
- Palazzo dell'Opera del Duomo
- Palazzo Ravizza
- Palazzi Bisenzi e Giulietti
- Palazzo Marsciano
- Palazzo Bucciosanti
- Palazzo dei Sette i Torre del Moro

## Arquitectura moderna
- Arc del Palazzo Comunale
- Chiostro di San Giovanni
- Palazzo Ottaviani – Alberg de les Belles Arts
- Teatre Comunal
- Palazzo Bracci Testasecca
- Foro Boario
- Complex de San Francesco
- Església de San Giacomo Maggiore
- Palazzo Netti
- Palazzo dell'Opera del Duomo
- Palazzo Faina
- Rocca-Fortezza Albornoz
- Estació de tren
- Monument als caiguts
- Quarter
- Estació del funicular
- Palazzo del Popolo - Centro de Congresos
- Església de S. Andrea

## Fills il·lustres
- Giovanni Piccioni organista i compositor (segles XVII i XVII)
- Giuseppe Frezzolini (1789-1861), cantant d'òpera de la corda de baix.
- Erminia Frezzolini (1818-1884), soprano,